# Подовинное (село)
Подови́нное — село в Октябрьском районе Челябинской области. Административный центр Подовинного сельского поселения.

## География
Село расположено на восточном берегу одноимённого озера. Расстояние до районного центра, Октябрьского, 28 км.

## История
Основано в конце XIX века на месте заимки купцов 1-й гильдии братьев Яушевых. В 1900 здесь насчитывалось 5 дворов; заимка входила в Ключевский станичный юрт Троицкого уезда Оренбургской губернии. Позднее относилась к Подовинному сельсовету Каракульского района Троицкого округа Уральской области. В 1919 организован совхоз «Подовинный» (специализировался на пр-ве молока и мяса, выращивании зерновых культур). В 1935 совхозу и селу было присвоено имя К. В. Рындина. В 1937 г. постановлением президиума ВЦИК имя Рындина снято с совхоза, сельсовета и села.
В 1968 г. в состав села включен хутор Петровка

## Население
| 2002 | 2010  |
| ---- | ----- |
| 1703 | ↘1369 |

По данным Всероссийской переписи, в 2010 году численность населения села составляла 1369 человек (612 мужчин и 757 женщин).

## Улицы
Уличная сеть села состоит из 11 улиц и 1 переулка.